# الرس (بيشة)
الرس : إحدى مراكز محافظة بيشة. تقع في شمال غرب المحافظة على مسافة 75 كيلاً، ويقطنها 951 نسمة.